# Трудове (Євпаторійський район)
Трудове́ (до 1948 року — Бай-Ґєльді́; крим. Bay Geldi) — село Євпаторійського району Автономної Республіки Крим.
Відстань від райцентру до населеного пункта становить 32 кілометрів по прямій.